# Diggs
Pour les articles homonymes, voir Diggs (homonymie).
Diggs est le douzième épisode de la vingt-cinquième saison de la série télévisée Les Simpson et le 542e épisode de la série. Il est sorti en première sur la chaîne américaine Fox le 9 mars 2014.

## Synopsis
Un pasteur indonésien invité à l'église demande des dons pour un petit garçon de son pays qui est malade, Bart demande de l'argent à son père qui veut bien lui en prêter, mais Homer n'arrête pas ensuite de demander de le rembourser. Pour cela, Bart accepte de manger n'importe quoi contre de l'argent à l'école, il avale une grenouille morte et finit à l'hôpital. Il est alors ostracisé par sa classe. Un nouvel élève du nom de Diggs sauve Bart d'une confrontation avec les tyrans de son école à l'aide de son faucon. Diggs a pour vocation de devenir un champion en matière de fauconnerie et veut aller plus loin en partant lui-même à la conquête du ciel. Il essaie de voler en sautant d'un arbre et atterrit à l'hôpital. Il est transféré dans un hôpital psychiatrique, mais a l'autorisation de participer au concours de fauconnerie de Springfield. Il y libére tous les faucons avec l'aide de Bart.

## Réception
Lors de sa première diffusion l'épisode a attiré 2,69 millions de téléspectateurs.